# Prêmio Pacem in Terris
O Prêmio Pacem in Terris Paz e Liberdade é um prêmio católico pela paz concedido anualmente desde 1964, em comemoração à carta encíclica Pacem in terris (Paz na Terra) do Papa João XXIII. É concedido "para homenagear uma pessoa por suas conquistas em paz e justiça, não apenas em seu país, mas no mundo", e foi concedido a pessoas de muitos credos diferentes.
O prêmio foi iniciado em 1963 pelo Conselho Interracial Católico de Davenport da Diocese de Davenport no estado americano de Iowa. Desde 1976, o prêmio é entregue a cada ano pela Quad Cities (Davenport e Bettendorf no sudeste de Iowa, Rock Island, Moline e East Moline no noroeste de Illinois) Pacem in Terris Coalition. Em 2010, os patrocinadores do prêmio foram a Diocese de Davenport, St. Ambrose University, Augustana College, Igrejas Unidas das Quad-Cities, Pax Christi, The Catholic Messenger, a Congregação da Humildade de Maria, as Irmãs de São Bento, a Comunidade Muçulmana das Quad Cities e as Irmãs de São Francisco.
Seis destinatários também receberam o Prêmio Nobel da Paz. Dois destinatários são Servos de Deus, o que significa que estão sendo revistos pela Igreja Católica para uma possível canonização como santo, enquanto um terceiro, Madre Teresa, foi canonizada como Santa Teresa de Calcutá.

## Vencedores do prêmio
A seguir estão os destinatários: 